# The Bulldog

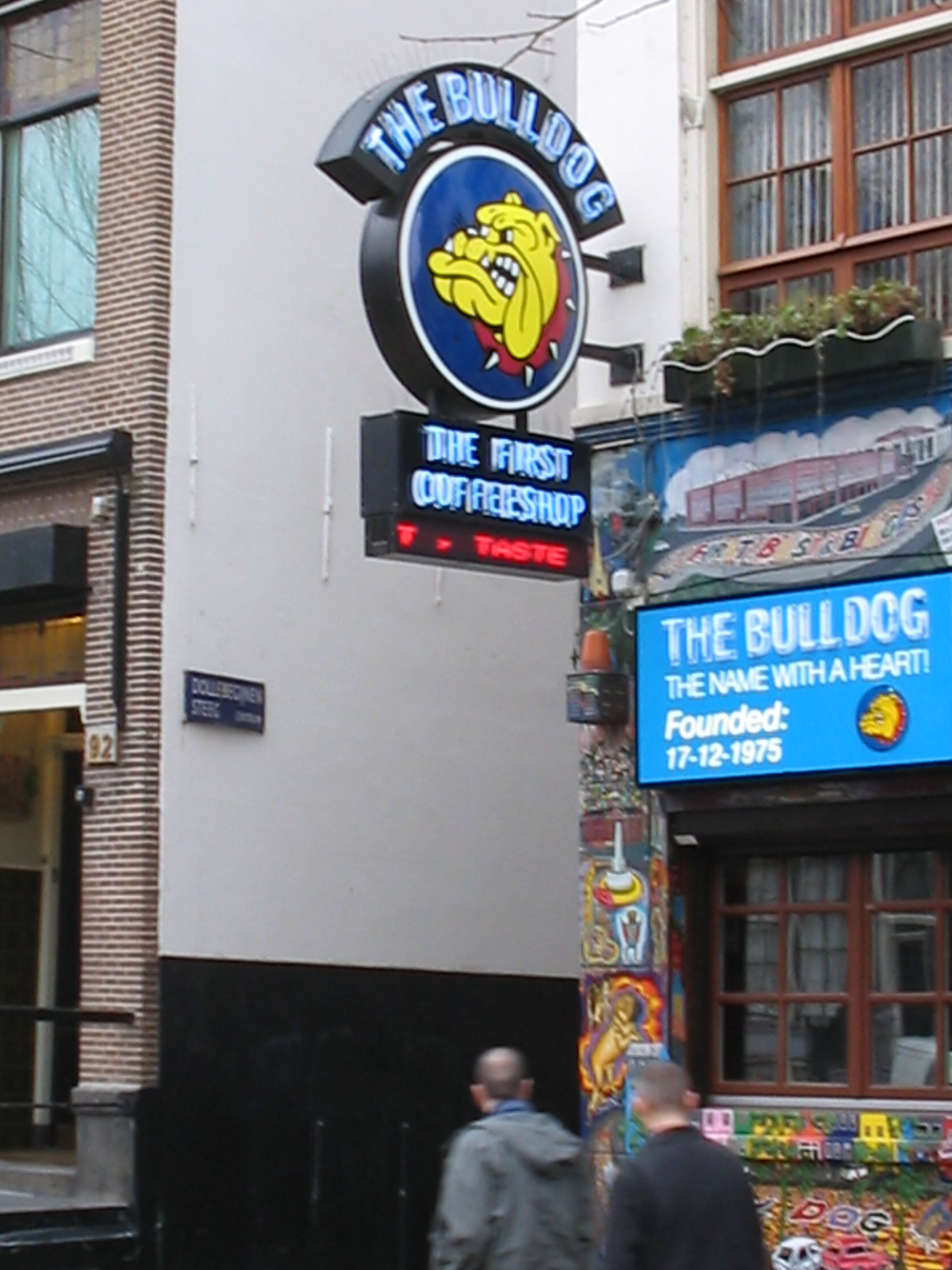
The Bulldog, Amsterdam.

The Bulldog är en kedja av coffee shops i Amsterdam, som serverar cannabis.
Den allra första The Bulldog grundades den 17 december 1975. 2005 drev The Bulldog sex coffee shops, tre kaféer och ett hotell i Amsterdam.